# Adžátašatru

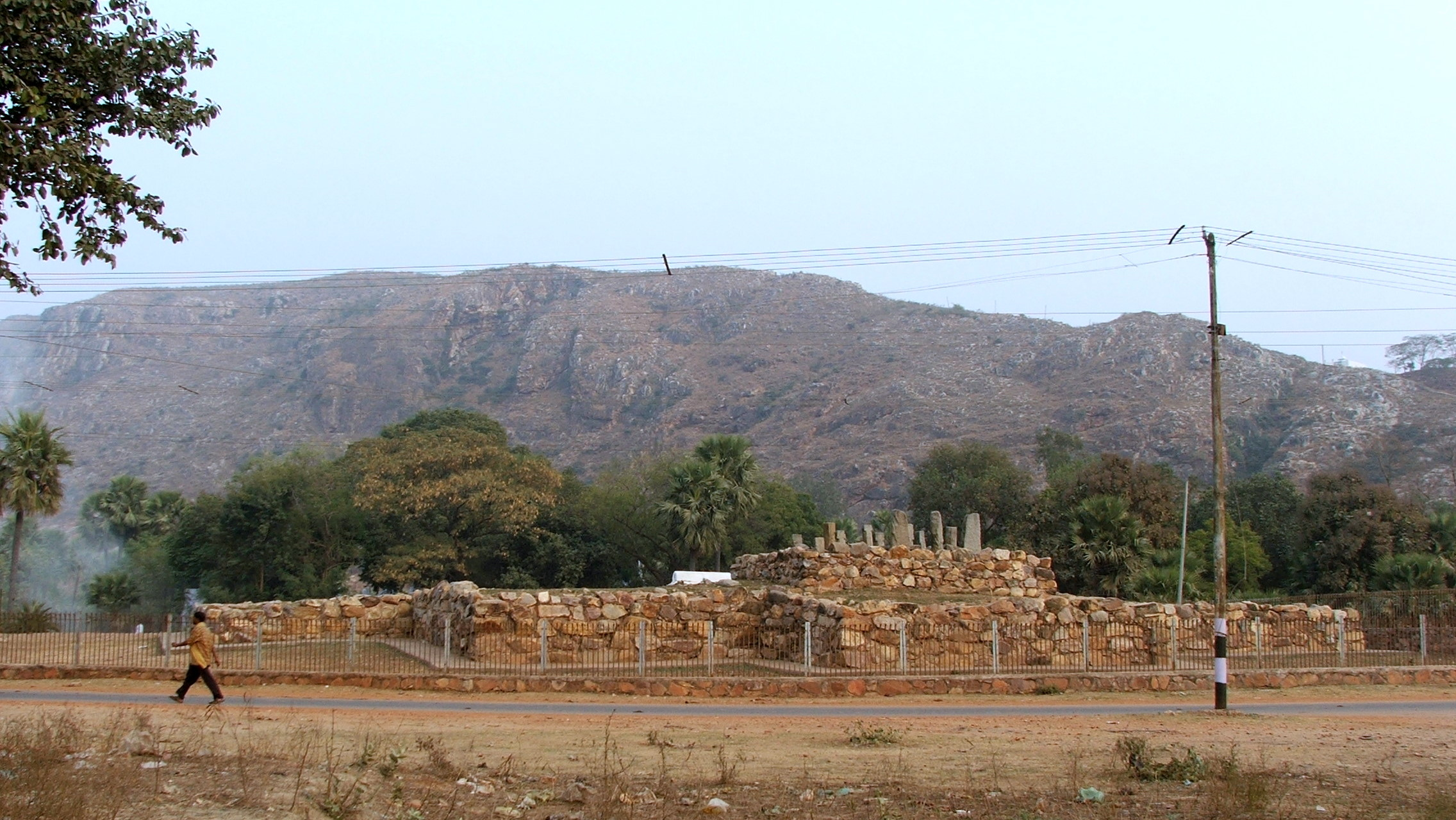
Adžátašatruova stúpa v Rádžagrze, kde byl po jeho smrti uložen jeho popel

Adžátašatru (v sanskrtu अजातशत्रु) byl mezi lety 491-461 př. n. l. král Magadhy, země na severu Indického subkontinentu. O Adžátašatruovi toho však není příliš mnoho známo. Byl synem krále Bimbisáry, kterého měl nejprve uvěznit a později nechat vyhladovět v Rádžagrze. Poté, co se ujal vlády, pokračoval v rozšiřování území i upevňování moci. Podařilo se mu dobýt Kóšalu, Varánásí, později i oligarchickou republiku Vrdždži.
Byl současník Gautamy Buddhy a sám přál sanghze ve své zemi. Některé detaily z Adžátašatrova života poskytují rané buddhistické texty pálijského kánonu. Adžátašatru měl nechat vystavět Patáliputu, dnešní Patnu, hlavní město Biháru, a opevnit Rádžgrhu, dnešní Rádžgir.